# Генрих III фон Зайн

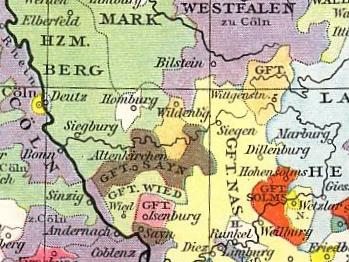
Графство Зайн на карте

Генрих III (нем. Heinrich III. von Sayn; ок. 1190 — 1 января 1247, Бланкенберг) — граф Зайна. Из-за своей корпулентности носил прозвище Большой (der Große).

## Биография
Начиная с 1214 года, был верным сторонником императора Фридриха II (1212—1250). Поддерживал хорошие отношения с кёльнскими архиепископами Энгельбертом I фон Бергом (1216—1225) и Генрихом I фон Мюлленарком (1225—1238), и нейтральные — с Конрадом фон Хохштаденом (противником Штауфенов) (1238—1261).
Путём скупки земель значительно расширил свои владения.
В 1218—1219 годах принимал участие в крестовом походе в Амьетту (Египет).
В 1233 году был обвинён в сатанизме великим инквизитором Германии Конрадом фон Марбургом, однако синод епископов его оправдал. Вскоре после этого Конрад фон Марбург погиб от рук неизвестных.
Не позднее июня 1207 года Генрих III при посредничестве папы Иннокентия III женился на Мехтильде фон Веттин (ум. 1222), единственной дочери Дитриха Веттина графа фон Ландсберга и Ютты Тюрингской, получив в приданое земли на Среднем Рейне.
Вторым браком был женат на знатной женщине по имени Мехтильда, происхождение которой не выяснено (иногда называется Мехтильдой фон Вид-Нойенбург (Mechtilde von Wied-Neuerburg). Некоторые исследователи склоняются к мнению, что обе Мехтильды — одно и то же лицо. Однако даты жизни, которые приводятся в генеалогиях, (1200/03-1284/91), у историков вызывают большие сомнения.
Вместе с женой Генрих III основал несколько монастырей: Сион в Кёльне (1215), Мариенштадт в Хахенбурге (1227), Селигенталь (1231), Дрольсхаген (1235).
Уже после смерти Генриха III его вдова согласно воле покойного основала монастыри Херхен и Циссендорф (1247).
Детей у Генриха III не было, и графство Зайн унаследовал племянник - Иоганн I, старший сын его сестры Адельгейды, жены графа Готфрида II фон Шпонгейма. Вероятно, какие-то земли получила и другая сестра покойного графа — Агнесса.